# Minh nguyệt từng chiếu giang đông hàn
Minh Nguyệt Từng Chiếu Giang Đông Hàn (tiếng Trung: 明月曾照江东寒, bính âm: Míng Yuè Zēng Zhào Jiāng Dōng Hán, tiếng Anh: The Moon Brightens For You) được chuyển thể từ tiểu thuyết cùng tên của nhà văn Đinh Mặc. Bộ phim kể về Chiến Thanh Hoằng và Lâm Phóng đã cùng nhau trải qua nhiều chuyện, cùng nhau trưởng thành...

## Phát sóng
| Kênh  | Quốc gia   | Ngày phát sóng           |
| ----- | ---------- | ------------------------ |
| iQIYI | Trung Quốc | Ngày 6 tháng 10 năm 2020 |
| HTV7  | Việt Nam   | Ngày 16 tháng 2 năm 2021 |

## Tóm tắt
Chiến Thanh Hoằng là con gái của phó Võ lâm minh chủ Chiến Phá Địch, từ nhỏ đã bị cấm tham gia vào chuyện giang hồ. Đại hội võ lâm sắp tới gần, Chiến Thanh Hoằng giấu người nhà lén chạy xuống núi quyết chí giành lấy ngôi vị minh chủ. Chiến Thanh Hoằng với mấy chiêu võ mèo cào đã kết thân được với con cháu sĩ tộc Ôn Hựu, vô tình giúp cho con trai của Võ lâm Minh chủ Lâm Phóng giành được ngôi vị. Sau đó Ôn Hựu và Thanh Hoằng có tình cảm với nhau. Tiếc là Ôn Hựu vì trọng trách với gia đình, xã hội đã từ bỏ Thanh Hoằng. Đối diện với hàng loạt những đả kích người thân chết thảm, tình yêu chia cách, bằng hữu phản bội khiến Chiến Thanh Hoằng sinh lòng căm hận, may có Lâm Phóng ở bên, giúp quay về chính đạo, từng bước hiểu sâu hơn về sự hiệp nghĩa, và cũng từ đó có được tình yêu.

## Diễn viên

### Diễn viên chính
- Hình Phi vai Chiến Thanh Hoằng
  - Thái Doanh Doanh vai Chiến Thanh Hoằng lúc nhỏ
- Vu Mông Lung vai Lâm Phóng
  - Đổng Trạch Thần vai Lâm Phóng lúc nhỏ

### Diễn viên phụ
- Mễ Nhiệt vai Ôn Hựu
- Mã Nguyệt vai Hoa Diêu
- Thang Trấn Nghiệp vai Vương Giáo
- Trương Khai Thái vai Hoắc Dương
- Mã Hi Nhĩ vai Tiểu Lam
- Tô Kiện Thuyên vai Hạ Hầu Dĩnh
- Huỳnh Hải Băng vai Chiến Phá Địch
- Trương Diễm Diễm vai Tô Thiển Hồng
- Thuần Vu San San vai Chung Bất Minh
- Diêm Túc vai Thẩm Yên Chi
- Trương Tuyết Hàm vai Thẩm Yên Chi
- Trịnh Phồn Tinh vai Cừu An
- Lưu Bạc Tiêu vai Cố Nhạc
- Lý Hân Trạch vai Cố Ngạn
- Mưu Khải Khải vai Quý Tiêu Nhiên
- Kỳ Hàng vai Lục Minh
- Tân Vũ Tích vai Phương Cô
- Đỗ Á Phi vai Chu Bác
- Trần Tuyên Minh vai La Vũ
- Tôn Chấn Thần vai Tuyên Khải
- Trâu Triệu Long vai Lâm Khiếu Thiên
- Thân Kỳ vai Cao Kiến Hoa
- Hà Tường vai Cố Thanh Sơn
- Trương Gia Hy vai Lê Nhứ
- Hầu Mạnh Dao vai Vãn Tình
- Quách Tuấn Cáp vai Đông Tuyết
- Pháp Chí Viễn vai Tô Bá Thiên
- Trương Điện Luân vai Bạch Hổ Bang chủ
- Tề Chí vai Giản Lăng
- Trương Bảo Văn vai Lý Mộc Trung
- Diệp Tử vai Lý Mộc Hi
- Trương Đồng vai Tào Dương
- Ngôn Kiệt vai Đỗ Tăng
- Lưu Tiền Trình vai Đại Tiêu Tướng quân
- Cao Chiến vai Viêm Quân Chủ soái
- Trương Ngân Long vai Đại sư huynh
- Trương Nghệ Văn vai Nhị sư huynh
- Phùng Tuấn Kiệt vai Tứ sư đệ
- Ngô Lợi Hoa vai Viên Tuệ
- Trần Lập Duy vai Tôn Sấm
- Hồ Đinh vai Mã Hắc
- Lãnh Hải Minh vai Ôn Kiệu
- Cổ Thư Di vai Ôn Phu nhân

## Nhạc phim
| STT | Nhan đề                           | Phổ lời                    | Phổ nhạc     | Ca sĩ                | Thời lượng |
| --- | --------------------------------- | -------------------------- | ------------ | -------------------- | ---------- |
| 1.  | "Đêm Nay (今宵)"                  | Lật Cẩm                    | Lật Cẩm      | Ngân Lâm             | 3:32       |
| 2.  | "Không Say Không Quên (不醉不忘)" | Lật Cẩm                    | Lật Cẩm      | Hồ Hạ                | 5:01       |
| 3.  | "Ánh Sáng Cung Trăng (广寒光)"    | Lạc Ninh, Trương Ngọc Long | Đặng Vũ Hồng | Từ Lương, Quách Tĩnh | 4:31       |
| 4.  | "Nhất Niệm (一念)"                | Lật Cẩm                    | Lật Cẩm      | Lật Cẩm              | ---        |
| 5.  | "Dung Hóa - Giọng nữ (融化)"      | Lý Quan Quần               | Lý Quan Quần | Tăng Vịnh Hân        | ---        |
| 6.  | "Dung Hóa - Giọng nam (融化)"     | Lý Quan Quần               | Lý Quan Quần | Trịnh Phồn Tinh      | ---        |
| 7.  | "Ánh Trăng (月光)"                | Lật Cẩm                    | Lật Cẩm      | Vu Mông Lung         | 4:06       |